# Tum Saray
Tum Saray (sinh ngày 10 tháng 7 năm 1992) là một cầu thủ bóng đá người Campuchia thi đấu cho Electricite du Cambodge ở Giải bóng đá vô địch quốc gia Campuchia và đội tuyển quốc gia Campuchia.